# Kabinett Christodoulidis
Das Kabinett Nikos Christodoulidis bildet seit dem 28. Februar 2023 die Regierung von Zypern.

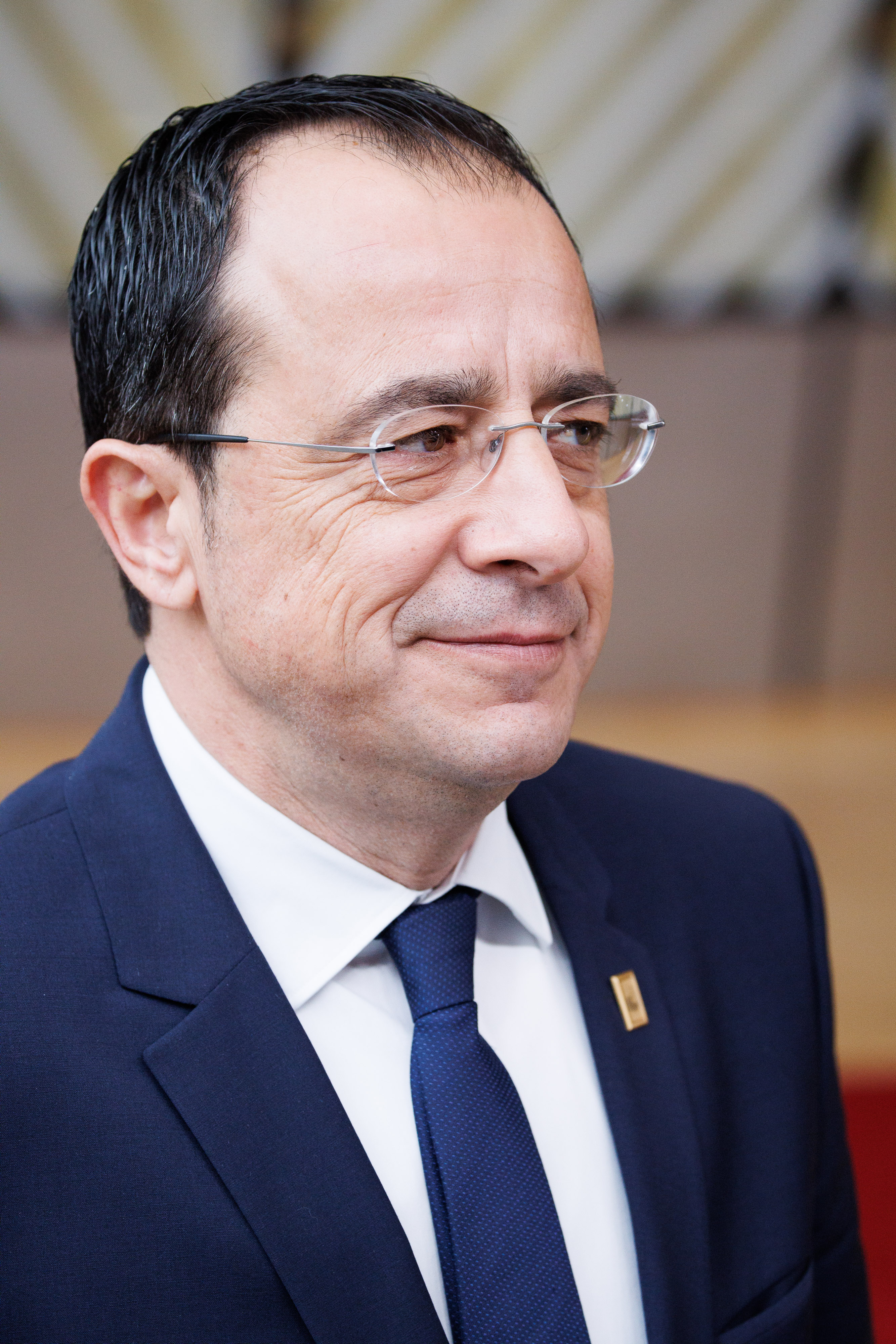
Präsident Nikos Christodoulidis

## Kabinettsmitglieder

### Minister
| Ressort                                          | Name                                        | Partei    |
| ------------------------------------------------ | ------------------------------------------- | --------- |
| Präsident (Staats- und Regierungschef)           | Nikos Christodoulidis                       | parteilos |
| Auswärtige Angelegenheiten                       | Constantinos Kombos                         | parteilos |
| Inneres                                          | Konstantinos Ioannou                        | DISY      |
| Finanzen                                         | Iakovos (Makis) Keravnos                    | DIKO      |
| Verteidigung                                     | Michalis Giorgallas bis 10. Januar 2024     | KA        |
| Verteidigung                                     | Vasilis Palmas seit 10. Januar 2024         | DIKO      |
| Bildung, Kultur, Sport und Jugend                | Athina Michailidou                          | parteilos |
| Verkehr, Kommunikation und öffentliche Arbeiten  | Alexis Vafiadis                             | DISY      |
| Energie, Handel und Industrie                    | Giorgos Papanastasiou                       | parteilos |
| Landwirtschaft, ländliche Entwicklung und Umwelt | Petros Xenophontos bis 10. Januar 2024      | parteilos |
| Landwirtschaft, ländliche Entwicklung und Umwelt | Maria Panagiotou seit 10. Januar 2024       | EDEK      |
| Arbeit und Sozialversicherung                    | Giannis Panagiotou                          | DIKO      |
| Justiz und öffentliche Ordnung                   | Anna Koukidis-Prokopiou bis 10. Januar 2024 | DIKO      |
| Justiz und öffentliche Ordnung                   | Marios Chartsiotis seit 10. Januar 2024     | parteilos |
| Gesundheitspflege                                | Popi Kanari bis 10. Januar 2024             | parteilos |
| Gesundheitspflege                                | Michalis Damianos seit 10. Januar 2024      | DIKO      |

### Stellvertretende Minister (in den Ministerrang erhoben)
| Ressort | Name                                        | Partei    |
| --- | ------------------------------------------- | --------- |
| Stellvertretende Regierungschefin (Beauftragt mit Koordination und Überwachung der Umsetzung des Regierungsprogramms) | Irini Piki                                  | parteilos |
| Schifffahrt | Marina Hatzimanoli                          | DISY      |
| Tourismus | Kostas Koumis                               | DISY      |
| Forschung, Innovation und Digitalpolitik                                                                              | Filippos Chatzizacharia bis 10. Januar 2024 | parteilos |
| Forschung, Innovation und Digitalpolitik                                                                              | Nikodimos Damianou seit 10. Januar 2024     | parteilos |
| Soziale Sicherheit | Marilena Evangelou                          | parteilos |
| Kultur | Michalis Hatzigiannis bis 11. Juli 2023     | parteilos |
| Kultur | Vasiliki Kassianidou seit 11. Juli 2023     | parteilos |
| Einwanderung (geschaffen am 17. Juni 2024)                                                                            | Nikolas Ioannides seit 19. Juni 2024        | parteilos |

### Regierungssprecher
| Amt                                   | Name                    | Partei |
| ------------------------------------- | ----------------------- | ------ |
| Regierungssprecher                    | Kostantinos Letymbiotis | DISY   |
| stellvertretende Regierungssprecherin | Doxa Komodromou         | DISY   |

### Regierungskommissare
| Ressort                | Name                                    | Partei    |
| ---------------------- | --------------------------------------- | --------- |
| Geschlechtergleichheit | Tzozi Christodoulou                     | parteilos |
| Umwelt                 | Maria Panagiotou bis 10. Januar 2024    | EDEK      |
| Umwelt                 | Antonia Theodosiou seit 10. Januar 2024 | KOSP      |
| Quelle:                |                                         |           |